# Aethes bistigmatus
Aethes bistigmatus es una especie de polilla del género Aethes, categorizada en la tribu Cochylini, de la subfamilia Tortricinae.

## Distribución
Se distribuye por Corea.

## Taxonomía
Fue descrita por Byun & Li en 2006 y publicada en (Aethes), J. Nat. Hist. 40: 787.